# Danny Pudi
Daniel Mark Pudi, detto Danny (Chicago, 10 marzo 1979), è un attore e regista statunitense, di origini indiane e polacche, noto principalmente per il suo ruolo di Abed Nadir nella sitcom Community e per il doppiaggio di Qui nel reboot di DuckTales.

## Biografia

### I primi anni
Figlio di un’immigrata polacca e di un immigrato indiano, Danny Pudi è nato e cresciuto a Chicago, dove ha frequentato il Notre Dame College Prep, e dove ha studiato danza popolare polacca. Dopo il divorzio dei genitori ha vissuto quasi esclusivamente con il lato materno della famiglia, avvicinandosi alla cultura della famiglia e alla lingua polacca, che parla fluentemente. Ha frequentato la Marquette University di Milwaukee, nel Wisconsin, laureandosi in Comunicazione e Teatro nel 2001.

### Carriera
Alla Marquette University, Pudi ha vinto la borsa di studio Chris Farley che, oltre a pagare un anno di scuola, è servita alla realizzazione di una commedia improvvisata con Jim Breuer e Dave Chappelle, aumentando l'interesse di Pudi per lo studio dell'improvvisazione. Pudi in seguito ha studiato per il The Second City Theatre di Chicago. Nel 2005 si è trasferito a Los Angeles alla ricerca di ruoli televisivi e cinematografici. Ha recitato in diversi episodi di serie televisive, prima di entrare a far parte del cast di Community, dove ricopre il ruolo di Abed Nadir in tutte e sei le stagioni realizzate. Acquista fama internazionale con questo ruolo, con il quale emergono le capacità poliedriche dell’attore.
Nel 2014 ha il suo esordio come regista con il cortometraggio - documentario Untucked per la serie ESPN: 30 for 30. Scritto dallo stesso Pudi, insieme a Chris Marrs, il cortometraggio parla dell’origine della divisa della squadra di basket dell’università Marquette, l’alma mater di Pudi. La particolarità della divisa, dove la maglia veniva portata fuori dai pantaloni, dà il titolo al film.
Nel 2016 riveste il ruolo di Sami Malik, un giovane immigrato indiano che si trasferisce in America negli anni ‘70, come protagonista nella commedia indipendente The Tiger Hunter, diretta dalla regista Lena Khan. Si tratta del primo ruolo da protagonista, in una pellicola dove cast, regista e scrittori sono composti in gran parte da professionisti di origini indiane.
Pudi presta la voce al personaggio Qui nel reboot di DuckTales.
Pudi è inoltre apparso in alcuni spot televisivi per Snickers, Verizon, McDonald's, T-Mobile, e Pokémon.
Nel 2021 partecipa al film Disney in live action Flora & Ulisse. Nel 2024 entra a far parte del cast della serie Avatar - La leggenda di Aang.

## Vita privata
È sposato con Bridget Showalter, da cui ha avuto due figli gemelli: James Timothy e Fiona Leigh, nati il 12 gennaio 2012. Ha corso quattro maratone.

## Filmografia

### Attore

#### Cinema
- Cop Show, regia di  Steve Rudnick (2007) – cortometraggio
- Road Trip: Beer Pong, regia di Steve Rash (2009) – direct-to-video
- Nilam Auntie: An International Treasure, regia di Todd Lampe (2009) – cortometraggio
- ParTea, regia di Richard Keith (2010) – cortometraggio
- Blowout Sale, regia di Timothy Kendall (2010) – cortometraggio
- Ghetto Prom Emporium, regia di Lauryn Kahn (2010) – cortometraggio
- Where the Magic Happens, regia di Lauryn Kahn (2011) – cortometraggio
- Hoodwinked Too! Hood vs. Evil, regia di Mike Disa (2011) – voce
- Leader of the Pack, regia di Ari Costa (2012) – cortometraggio
- Flatland 2: Sphereland, regia di Dano Johnson (2012)
- Parto con mamma (The Guilt Trip), regia di Anne Fletcher (2012)
- Knights of Badassdom, regia di Joe Lynch (2013)
- Vijay, il mio amico indiano (Vijay and I), regia di Sam Garbarski (2013)
- The Pretty One, regia di Jenée LaMarque (2013)
- Captain America: The Winter Soldier (Cameo), regia di Anthony e Joe Russo (2014)[8]
- Star Trek Beyond, regia di Justin Lin (2016)
- The Tiger Hunter, regia di Lena Khan (2016)
- La riscossa delle nerd, regia di Laura Terruso (2018)
- Flora & Ulisse (Flora & Ulysses), regia di Lena Kahn (2021)

#### Televisione
- West Wing - Tutti gli uomini del Presidente (The West Wing) – serie TV, episodio 7x14 (2006)
- E.R. - Medici in prima linea (ER) – serie TV, episodio 12x17 (2006)
- Una mamma per amica (Gilmore Girls) – serie TV, 4 episodi (2006)
- Giants of Radio, regia di Jason Winer – film TV (2008)
- Greek - La confraternita (Greek) – serie TV, 4 episodi (2007-2008)
- The Bill Engvall Show – serie TV, episodio 2x09 (2008)
- Community – serie TV, 110 episodi (2009-2015)
- Cougar Town – serie TV, episodio 2x21 (2011)
- Robot Chicken – serie TV, episodio 5x15 (2011) – voce
- Chuck – serie TV, episodio 5x05 (2011)
- The Book Club – serie TV, 6 episodi (2012)
- Animal Practice – serie TV, episodi 1x07-1x08 (2012)
- Royal Pains – serie TV, episodio 5x04 (2012)
- Angie Tribeca - serie TV, episodio 2x04 (2016)
- Ducktales - serie TV, 39 episodi (2017-2021) – voce
- Powerless – serie TV, 12 episodi (2017)
- High & Tight – miniserie TV (2018)
- Mythic Quest – serie TV (2020-2025)
- Calls – serie TV, 1 episodio (2021)
- Avatar - La leggenda di Aang – serie TV, 2 episodi (2024)

### Regista
- Untucked - cortometraggio - documentario per la serie ESPN: 30 for 30, scritto e diretto (2014)

## Doppiatori italiani
Nelle versioni in italiano delle opere in cui ha recitato, Danny Pudi è stato doppiato da:
- Nanni Baldini in Angie Tribeca, Powerless, Mythic Quest
- Roberto Gammino in Vijay, il mio amico indiano
- Angelo Evangelista in Chuck
- Fabrizio Vidale in Royal Pains
- Davide Garbolino in Community
- Stefano Brusa in Flora & Ulisse
- Andrea Lavagnino in Avatar: la leggenda di Aang

Come doppiatore, viene sostituito da:
- Davide Garbolino in I Puffi - Viaggio nella foresta segreta
- Paolo De Santis in Ducktales